# Grochowiska (województwo świętokrzyskie)
Grochowiska – wieś w Polsce, położona w województwie świętokrzyskim, w powiecie pińczowskim, w gminie Pińczów.
W latach 1975–1998 miejscowość administracyjnie należała do województwa kieleckiego.
Grochowiska są punktem początkowym  zielonego szlaku turystycznego prowadzącego do Wiślicy. Przez wieś przechodzi  niebieski szlak turystyczny z Pińczowa do Wiślicy.

## Historia

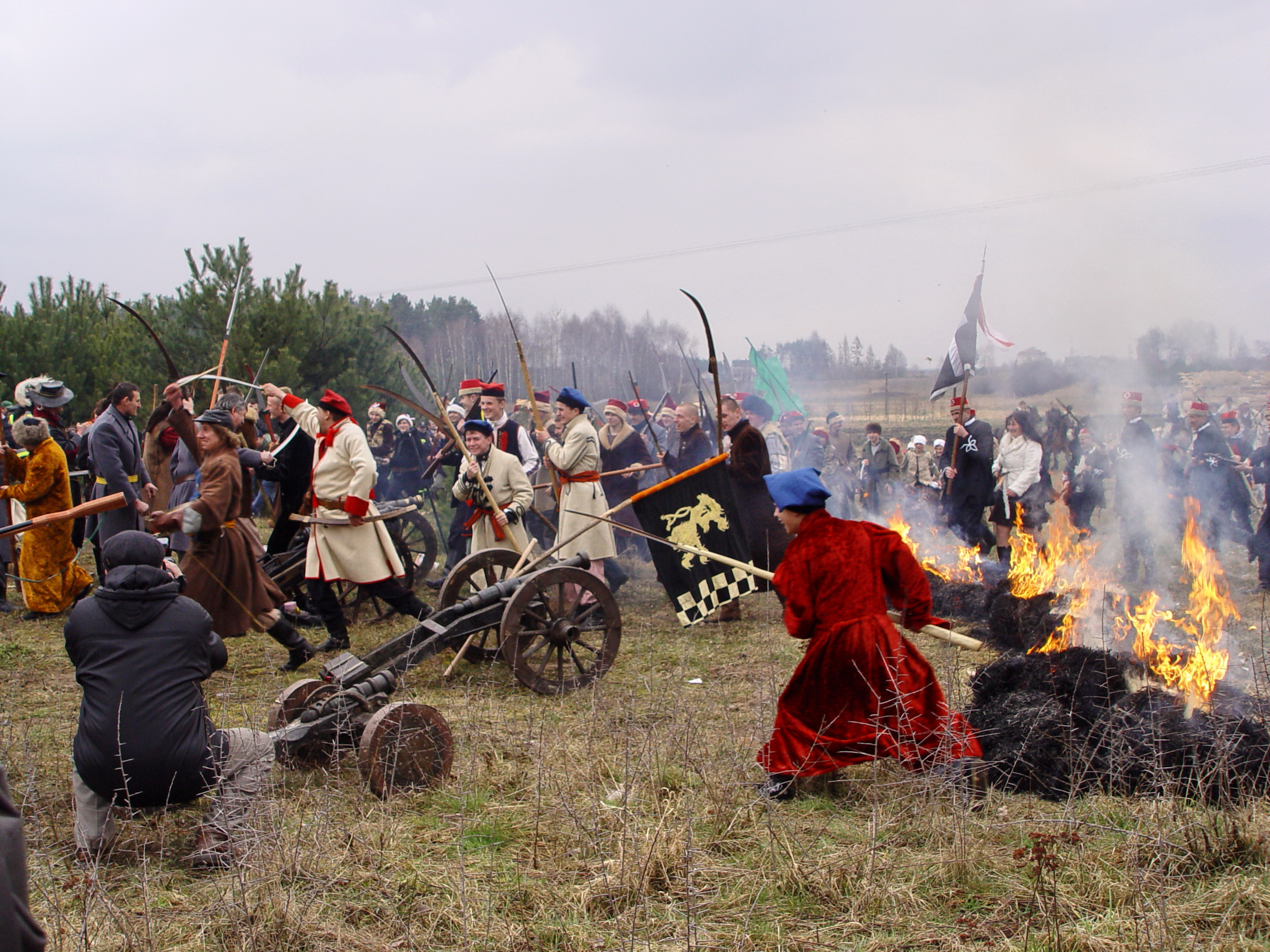
Rekonstrukcja bitwy pod Grochowiskami z 18 marca 1863 r. (marzec 2008)

18 marca 1863 r. rozegrała się jedna z najkrwawszych bitew powstania styczniowego, w której trzytysięczny oddział powstańczy dowodzony przez dyktatora powstania, generała  Mariana Langiewicza starł się z pięciotysięcznym, dysponującym 6 działami, korpusem regularnej rosyjskiej piechoty. W trakcie walk, kierowany przez François Rochebruna oddział „Żuawów Śmierci” przeprowadził brawurowy atak na artylerię rosyjską i zdobył ich armaty. W walce brał też udział młody powstaniec Adam Chmielowski, przyszły święty Brat Albert.
Całodzienny, ciężki bój, który pochłonął po ok. 300 ofiar po obu walczących stronach, zakończył się zwycięstwem Polaków i zapisał się na trwałe w historii polskiej wojskowości jako bitwa pod Grochowiskami.
Na pamiątkę tych wydarzeń, na polach Grochowisk, corocznie odgrywana jest inscenizacja walk, w której bierze udział m.in. wiernie zrekonstruowany i wyposażony przez Roberta Osińskiego oddział „Żuawów Śmierci” z pobliskiego Buska-Zdroju.

## Obszar ochrony uzdrowiskowej
W 2024 r. sołectwo Grochowiska wraz z częścią miasta Pińczowa – Osiedlem Zdrojowym, częścią sołectwa Włochy – Osiedlem Górki-Włochy i sołectwami: Pasturka oraz Bogucice Drugie uzyskało na mocy rozporządzenia Rady Ministrów status obszaru ochrony uzdrowiskowej („Obszar Ochrony Uzdrowiskowej Pińczów”).